# Lençóis Paulista Airport
Lençóis Paulista Airport är en flygplats i Brasilien.   Den ligger i kommunen Lençóis Paulista och delstaten São Paulo, i den södra delen av landet, 800 km söder om huvudstaden Brasília. Lençóis Paulista Airport ligger 620 meter över havet.
Terrängen runt Lençóis Paulista Airport är platt. Närmaste större samhälle är Lençóis Paulista, 3,5 km sydväst om Lençóis Paulista Airport.
Trakten runt Lençóis Paulista Airport består till största delen av jordbruksmark. Runt Lençóis Paulista Airport är det glesbefolkat, med 10 invånare per kvadratkilometer.